# Totogalpa
Totogalpa é um município da Nicarágua, situado no departamento de Madriz. Tem 152 km² de área e sua população em 2020 foi estimada em 15.991 habitantes.